# شتشوشاي
شتشوشاي (بالروسية: Щучье) هي إحدى مدن روسيا في الكيان الفدرالي الروسي كورغان أوبلاست.